# یر-قزار (شهرستان ایسیق‌آتا)
یر-قزار (به قرقیزی:Жер-Казар، جەر قازار) یک منطقهٔ مسکونی در قرقیزستان است که در شهرستان ایسیق‌آتا واقع شده‌است. یر-قزار ۱٬۷۳۸ نفر جمعیت دارد و ۶۷۳ متر بالاتر از سطح دریا واقع شده‌است.